# Сердце храбреца
«Сердце храбреца» — рисованный мультипликационный фильм, который создали режиссёры Борис Дёжкин и Геннадий Филиппов по произведению Дмитрия Нагишкина «Семь страхов», написанного по мотивам удэгейской народной сказки.
Последняя совместная работа Дёжкина и Филиппова. В дальнейшем, в связи со смертью Филиппова в 1952 году, Дёжкин снимал мультфильмы самостоятельно или вместе с другими режиссёрами.

## Награды
- 1953 год — фильм получил диплом на V Венецианском кинофестивале.

## Сюжет
В тайге жили два брата — Индига́ и Соломдига́. Однажды во время охоты на оленя они столкнулись с тигром, Индига убежал, а Соломдигу тигр загнал на отвесную скалу. Дома мать сказала Индиге: «Отец учил тебя — брата и друга в беде не оставлять. Заячье сердце у тебя. Иди брата искать, только смелостью спасёшь его!»
Тогда юноша отправился на поиски, при этом он боролся со своим страхом. По пути он встречал препятствия — болотного царя Боко́, каменного человека Какзаму́ и огненную реку. Преодолев все препятствия и свой страх, Индига убил тигра и освободил брата. Когда братья вернулись домой, мать вручила Индиге копьё отца со словами: «Ты достоин носить его. Теперь у тебя настоящее сердце храбреца».

## Создатели
| сценарий                   | Олега Леонидова |
| режиссёры                  | Борис Дёжкин, Геннадий Филиппов                                                                                     |
| композитор                 | Карен Хачатурян |
| художники-постановщики     | Владимир Дегтярёв, Валентина Васильчикова                                                                           |
| оператор                   | Михаил Друян |
| звукооператоры             | Борис Фильчиков, Николай Прилуцкий                                                                                  |
| художники-мультипликаторы: | Дмитрий Белов, Валентин Лалаянц, Роман Давыдов, Вадим Долгих, Фаина Епифанова, Лидия Резцова, Борис Чани, Лев Попов |
| художники-декораторы:      | Вера Валерианова, Ольга Геммерлинг, Вера Роджеро                                                                    |
| ассистент художника        | Гражина Брашишките (в титрах И. Брашишките)                                                                         |
| второй оператор            | Н. Соколова |
| технический ассистент      | Е. Новосельская |
| ассистент по монтажу       | Валентина Иванова                                                                                                   |

## Роли озвучивали
| Актёр             | Роль                          |
| ----------------- | ----------------------------- |
| Леонид Пирогов    | орёл / горный человек Кагзаму |
| Николай Горлов    |                               |
| Нина Зорская      | мать                          |
| Юрий Любимов      |                               |
| Анатолий Щукин    | болотный царь Боко            |
| Варвара Мясникова |                               |

- Актёры, которые озвучивали роли, не указаны в титрах, но перечислены вместе со всей съёмочной группой в Приложении на странице 180 в книге: Фильмы-сказки: сценарии рисованных фильмов. Выпуск 2 (1952).

## Переозвучка
- Озвучивание 2001 года:
  - Владимир Конкин (Индига),
  - Юльен Балмусов (орёл),
  - Виталий Ованесов (Соломдига, горный человек Кагзаму),
  - Александр Котов (болотный царь Боко),
  - Борис Токарев (ёж),
  - Ирина Маликова (белка),
  - Жанна Балашова (мать)
- В 2001 году мультфильм был отреставрирован и заново переозвучен компаниями ООО «Студия АС» и ООО «Детский сеанс 1». В новой версии была полностью заменена фонограмма, к переозвучиванию привлечены современные актёры, в титрах заменены данные о звукорежиссёре и актёрах озвучивания. Переозвучка была крайне негативно воспринята как большинством телезрителей[1][2], так и членами профессионального сообщества[3][4]. Качество реставрации изображения также иногда подвергается критике.